# Ровенская украинская гимназия
Ровенская украинская гимназия (РУГ) (укр. Рівненська українська гімназія) — ровенская общеобразовательная школа нового типа[неизвестный термин]. РУГ является возрожденной Первой украинской гимназией города Ровно, которая функционировала с 1923 по 1939 год. Повторно открыта в 1994 году как Ровенская государственная городская гимназия № 1, в 2004 — переименована в РУГ.

## История
Ровенская украинская гимназия была основана в 1923 году. Первый директор — Фёдор Ильич Пекарский, учитель истории в русской гимназии, — обратился к польским властям с просьбой дать разрешение на открытие в Ровно гимназии с украинским языком обучения. Разрешение он получил, и с 1923 года начала свою работу «Приватная гимназия Ф. Пекарского с русским языком обучения» (слово «украинский» официально не употреблялось), владельцем (до 1939) и первым директором (до 1920) которой был Фёдор Ильич Пекарский. За годы роботы он создал на то время прогрессивную систему образования и воспитания. Спустя несколько некоторое время после нападения Германии на Польшу в 1939 и присоединения Западной Украины к СССР, гимназию закрывают.
В 1994 году И. В. Ветров возродил гимназию (под названием «Ровенская государственная городская гимназия № 1») и работал в ней директором по 2005 год. В 2004 году название изменили на «Ровенскую украинскую гимназию».